# Schutzhaus Tierser Alpl
Het Schutzhaus Tierser Alpl (Italiaans: Rifugio Angelo Alimonta) is een berghut op de grens tussen de Italiaanse provincies Bozen-Zuid-Tirol en Trente. De hut ligt in het Naturpark Schlern-Rosengarten, op de bergpas die het Tiersertal met het Val di Fassa verbindt, aan de voet van de Roßzahnscharte (Denti di Terrarossa) in de Rosengarten, een berggroep in de Dolomieten.
De hut behoort niet toe aan een alpenvereniging en wordt privaat uitgebaat. De berghut werd gebouwd in de naoorlogse periode, toen armoede en honger een groot deel van de lokale bevolking tot verhuizing noodzaakten. Maximilian Aichner uit Tiers dacht daar echter anders over en besloot een oud idee van zijn broer om een schuilhut aan de voet van de Roßzahnscharte te bouwen op te vatten. De bouw begon in 1957 en gedurende vijf jaar bracht Aichner de bouwmaterialen vanuit het Val Ciamin met de hand naar de bouwplaats. Na de ingebruikname in 1963 onderging het Schutzhaus Tierser Alpl meerdere veranderingen en uitbreidingen. Thans wordt de hut beheerd door de kinderen van Aichner. Aichner heeft na voltooiing van de berghut nog twee vie ferrate aangelegd in de nabijheid van de hut, de Maximilianklettersteig en de Laurenziklettersteig (ter ere van zijn vrouw Laura).